# Ziekte van Wilson
De ziekte van Wilson of degeneratio hepatolenticularis is een zeldzame autosomaal recessief erfelijke aandoening waarbij de uitscheiding van koper via de gal verminderd is. Hierdoor worden langzamerhand vele organen vergiftigd, vooral de lever en de hersenen. Koper is een onmisbaar sporenelement, maar een teveel kan tot ernstige klachten leiden.

## Voorkomen
De prevalentie is ongeveer 1 op 30.000. Asymptomatische dragers van het gen komen ongeveer 1 op 90 voor. De ziekte treedt alleen op als men homozygoot voor het defecte gen is en 2 exemplaren van het defecte gen heeft. Mannen zijn vaker aangedaan dan vrouwen en de ziekte komt vaker voor bij mensen van Spaanse afkomst.

## Oorzaak
Het gen dat de ziekte kan veroorzaken ligt op chromosoom 13 (13q14.3) en komt vooral tot expressie in de lever, de nieren en placenta, maar ook, zij het in veel mindere mate, in de nieren, de hersenen en de longen. Het gen codeert voor een eiwit dat koper naar de gal transporteert en het in ceruloplasmine inbouwt. Bij de defecte vorm van het enzym treedt de uitscheiding naar de gal niet op. Het koper stapelt zich op in de lever en beschadigt deze, waarna het koper via het bloed naar de rest van het lichaam wordt getransporteerd. Onbehandeld leidt de ziekte van Wilson uiteindelijk tot leverfalen, hersenbeschadiging en tot de dood.

## Verschijnselen
De eerste verschijnselen treden meestal pas rond de leeftijd van 18 tot 21 jaar op, maar soms pas rond het dertigste of zelfs het vijftigste jaar. Het meest klassieke teken is het verschijnen van Kayser-Fleischerringen rond het hoornvlies (de cornea). Dit zijn koperdeposities in de membraan van Descemet. Andere symptomen zijn een teken van beschadiging van de lever, bloedvormende weefsels, het centraal zenuwstelsel, de urinewegen, of het bewegingsapparaat. Zwelling van de lever en de milt (hepatosplenomegalie, geelzucht, ascites, bloedarmoede, beenmergdepressie, veel aminozuren, eiwit, urinezuur en koolhydraten in de urine; zachter worden van het skelet, tremoren en spierstijfheid, (de laatste twee als uiting van parkinsonisme), kunnen bijvoorbeeld optreden.

## Diagnose
De concentratie van koper in de lever kan twintig keer zo hoog zijn als normaal; voor het bepalen hiervan is een leverbiopt nodig. Het ceruloplasmine in bloed is meestal flink verlaagd, tot minder dan 30% van het normale gehalte. Neurologische problemen presenteren zich meestal op een leeftijd van 14–19 jaar; leversymptomen van 19–22 jaar. Eerste presentaties na het 40e jaar zijn zeldzaam. Een Kayser-Fleischerring, indien geconstateerd door een oogarts, is pathognomonisch (bewijzend); afwezigheid ervan sluit de diagnose echter niet uit. Bij ontdekking van een geval moeten broers en zusters van de patiënt ook worden gescreend, aangezien zij 25% kans hebben deze erfelijke aandoening ook te dragen.

## Behandeling
De ziekte kan worden behandeld door levenslang chelerende middelen te slikken (zoals D-penicillamine), stoffen die metaalionen binden en in oplossing houden zodat ze door de nieren met de urine worden uitgescheiden, in combinatie met een koperarm dieet. Dit stopt de progressie van de ziekte; verbetering van al bestaande beschadigingen kan meestal niet worden verwacht. Het is daarom van groot belang de diagnose zo vroeg mogelijk te stellen, wat moeilijk is omdat het zeldzaam is. Bij mensen waarbij het in de familie bekend is zal men er eerder aan denken, maar de meeste gevallen zijn sporadisch.

## Geschiedenis
De ziekte is genoemd naar de Britse arts Samuel Alexander Kinnier Wilson (1878-1937), die het beeld in 1912 beschreef. Dr J.N. Cumings legde in 1948 het verband met koperstapeling. De eerste effectieve behandeling werd in 1956 ontdekt door Dr John Walshe. De genetische basis van de ziekte werd in de jaren tachtig en negentig van de twintigste eeuw opgehelderd door verschillende onderzoeksgroepen.